# Титанові руди України
Титанові руди України — поклади і родовища титанових руд в межах держави Україна. В Україні, одній з нечисленних країн світу, де видобуваються титанові руди, їх поклади відкрили на початку 1950-х років і невдовзі почалася їхня експлуатація.

## Загальна характеристика
В Україні зосереджені великі запаси титанових руд. Фактично Україна має найбільші в Європі ресурси і запаси титану. Наприкінці XX ст. встановлено і оцінено значні обсяги перспективних ресурсів титану, сума яких по відношенню до запасів промислових руд України становить 215 %.
Державним балансом запасів корисних копалин України враховується 15 родовищ титану (з 40), які мають високий ступінь розвідки і промислового освоєння. Родовища розташовані в межах Київської, Житомирської, Харківської, Дніпропетровської та Кіровоградської областей і приурочені до Українського щита й Дніпровсько-Донецької западини. Родовища алювіальні, залишкові та корінні.
Основу сировинної бази титанової промисловості України складають родовища трьох геолого-промислових типів:
1 — ільменітові і комплексні рутил-ільменіт-цирконові розсипи;
2 — корінні магматичні родовища комплексних апатит-ільменітових руд в габбро-норитах;
3 — екзогенні родовища кори вивітрювання основних титанвмісних порід.
Сировинна база титану України налічує більше 40 родовищ, серед яких одне унікальне, 13 великих і 10 середніх; 11 родовищ детально розвідано і передано промисловості, з них тільки 5 родовищ розробляється.
На початок ХХІ ст. експлуатуються лише розсипні родовища: Малишевськє — Вільногірським гірничо-металургійним комбінатом (ВГМК) і Іршанськая група розсипів — Іршанському ГЗК. На території Іршинського рудного району розташовано 19 родовищ і рудопроявів різного типу, а саме: Міжриченське, Лівобережне, Стремигородське, Валки-Гацківське, Злобічське, Торчинське, Красноріченське, Паромівське, Правобережне, Тростянецьке, Ушицьке, Ушомирське, Івановське, Ставищанське, Селищанське, Очеретянське, Видиборське, Федорівське, Шевченківське.
Корінні магматичні родовища титану розвідані на Українському щиті (УЩ) в межах Коростенського і Корсунь-Новомиргородського плутонів. Корінні родовища титану, за масштабом запасів, розділяються на чотири типи: дрібні — 50-100 тис. т (діоксиду титану); середні — 0,1-1 млн.т; великі — 1-10 млн т і дуже великі (унікальні) — більше 10 млн т.
З корою вивітрювання просторово і генетично пов'язані залишкові родовища титану.
Промислова цінність родовищ комплексних титанвмісних руд визначається речовинним складом і технологічними властивостями руди.
На Коростенському плутоні виділяються два крупні масиви основних порід: Володарськ-Волинський (1250 км2) і Чеповицський (830 км2). За петрохимічною характеристикою всі основні породи плутону мають фосфор-титанову мінералізацію.
Загальною для корінних титанових (фосфор-титанових) родовищ першої групи є їх певна внутрішня будова. Як правило, центральна (ядерна) частина інтрузій складена породами в основниму меланократового складу — в ній міститься основна маса титанових мінералів і апатиту. У об'ємі інтрузій меланократові породи займають від 50 % (Стремигородська, Федорівська) до 80 % (Кропивенківська), мезократові — від 10 % до 30 % і лейкократові — від 10 % до 20 %.
Родовища другої групи (Видоборське) мають одночленну будову, коли моноклінально залягаюче рудне тіло складене одним петрографічним різновидом основних порід, або багаточленне, коли в рудному тілі чергуються меланократові і лейкократові шари, які налічують від 3-4 (Паромовськe) до 10-15 (Юр'ївське) шарів, об'єднаних в пачки з ймовірно визначеним, закономірним або хаотичним перешаровуванням порід від анортозитів до перидотитів.
Другим крупним районом розвитку корінних апатит-титанових руд є Корсунь-Новомиргородський плутон, де виявлені вельми перспективні родовища, такі як Носачівське, Волківське і ін. Це багаті руди, із змістом діоксиду титану до 16 %. Ступінь окисненості ільменіту невисокий.
Руди корінних родовищ характеризуються однотипним апатит-ільменітовим мінеральним складом.
Основним рудним мінералом є ільменіт. Ільменіт — утворює гніздовидні і ланцюжкові скупчення окремих зерен, а також одиничні зерна закругленої, таблитчастої, рідше неправильної і тонкопластинчастої форми. У зернах ільменіту нерідко присутні включення апатиту, титаномагнетиту, піриту, піротину і продуктів їх зміни. Розподіл ільменіту в руді нерівномірний. Хімічний склад ільменіту практично постійний і близький до теоретичного. Вміст TiO2 в ільменіті з різних різновидів родовищ складає 48,9-52,0 Спектральний аналіз показав присутність Co, Ni, Nb, Zr.
Титаномагнетит — міститься у всіх родовищах, але кількість його різна від 1-3 % у Носачівському родовищі до 13 % — в Кропивенському. Під мікроскопом чітко спостерігається структура розпаду твердого розчину, обумовлена виділенням спочатку розчиненого в магнетиті титану у формі ільменіту, створюючого характерні гратчасті структури. Титаномагнетит за даними спектрального аналізу містить ванадій, який, ізоморфно заміщає залізо в кристалічній решітці магнетитової складової мінералу.
Магнетит — вторинний мінерал, що утворився в результаті гидротермальних змін габбро. Він розвивається по первинних темнокольорових мінералах (піроксенах і олівіну), де в тонкому зрощенні з тальком, хлоритом, біотитом повністю заміщає або утворює оболонки навколо них. Вторинне походження магнетиту вказує на відсутність в ньому ванадію, який цілком пов'язаний з первинним магнетитом, що входить до складу титаномагнетиту.
Апатит утворює тонкі включення в ільменіті і олівіні, а також крупніші (декілька мм) самостійні дипірамідально — призматичні кристали. Апатит — безбарвний, з рожевим відтінком, прозорий. За даними хімічних аналізів вміст Р2О5 в апатиті складає 38,1-42,0 %.
Нерудні мінерали досліджуваних руд представлені плагіоклазами, темнокольоровими мінералами і продуктами їх зміни.
Плагіоклаз — основний породотвірний мінерал. За даними мікроскопічного дослідження плагіоклаз відповідає лабрадору.
Темнокольорові мінерали представлені піроксенами, олівіном і біотитом.
Піроксен (моноклінний, рідше ромбічний) — утворює ксеноморфні агрегати крупних кристалів серед плагіоклазу, що цементують зерна апатиту, ільменіту, титаномагнетиту, рідше олівіну. Основна маса піроксенів сильно змінена — спостерігається псевдоморфне заміщення їх тонкозернистою сумішшю хлориту, біотиту, серициту і ураліту.
Олівін — утворює окремі крупні подовжені зерна закругленої форми, основна маса яких повністю, рідше з периферії, заміщена тонкозернистою сумішшю тальку і хлориту з магнетитом. Свіжий, не зачеплений процесами гідротермальної зміни, олівін, що зберігся в центральній частині деяких зерен, сильно тріщинуватий.
Вторинні мінерали, що виникли при гидротермальній зміні габбро, представлені зеленими мінералами: біотитом, хлоритом, уралітом; тальком, серицитом.
Сульфіди — в досліджених рудах представлені піритом, рідше, піротином. Вміст їх у руді вельми низький.
Пірит утворює рідкісні скупчення дрібних зерен серед темнокольорових мінералів.
Піротин зустрічається у вигляді одиничних дрібних (-0,02 мм) включень каплевидної форми в зернах ільменіту.

## Родовища
Родовища титанових руд представлені корінними, залишковими і розсипними типами. Основною мінеральною базою титану є ільменітові і комплексні рутил-циркон-ільменітові розсипи кайнозою. Корінні руди пов'язані з інтрузіями олівінових габроїдів. Невеликі дайки або штоки приурочені до зон глибинних розломів. Вміст ільменіту в них досягає 25 %, апатиту 12 %.
Залишкові родовища просторово і генетично пов'язані з корами вивітрювання основних порід. Потужність рудного пласта досягає 25-30 м, вміст ільменіту 150—200 кг/м³. Крім ільменіту, присутній апатит. Серед розсипів ільменіту виділяються алювіальні (Іршанське родовище та інші) і прибережно-морські (Малишівське родовище цирконію). Алювіальні розсипи мають протяжність до декількох км. Продуктивний пласт (потужністю до 10 м) містить до 300 кг/м³ ільменіту. Для прибережно-морських розсипів характерні пласто- або лінзоподібні рудні поклади, потужність яких досягає декількох метрів, а протяжність — декількох десятків кілометрів. Продуктивний пласт складений кварцовими пісками. Крім лейкоксенізованого ільменіту присутні рутил і циркон.
Найбільші родовища — Іршанське в Житомирській області та Самотканське в Дніпропетровській — розробляються в великих масштабах. Ці родовища являють собою древні розсипи титанових мінералів — ільменіту і рутилу, а також інших цінних мінералів, особливо циркону.
Менше за масштабами, Зеленоярське родовище виявлено на початку 1960-х років поблизу с. Новоживотів Оратівського району. Воно являє собою три розташованих поруч поклади піску неогенового періоду густо насичених рудними мінералами, серед яких переважають сполуки титану — ільменіт, рутил, лейкоксен і цирконію — циркон. У значній кількості містяться також дистен, силіманіт і ставроліт.
У Кіровоградській області у 2020-тих роках компанія Велта розробляє Бирзулівське та Лікарівське родовища ільменіту. «Велта» займає 2 % світового ринку поставок ільменіту та 35 % видобутку на українському ринку, є постачальником близько 10 % об'єму найбільшого в світі американського споживача титанової сировини — компанії Chemours (DuPont).
Титанові руди поширені в Україні у межах Українського кристалічного масиву, особливо на сході Волині (Іршанське родовище) та в центральному Придніпров'ї (Самотканське — найбільше з усіх, Стремигородське). Українські титанові руди належать до екзогенних мінералів, представлених здебільшого ільменітом (FeTiO3), рутилом (ТіО2), аризонітом та лейкоксеном.

## Запаси титанових руд
Згідно з українським законодавством, інформація про запаси титанових руд становить державну таємницю. Водночас Геологічна служба США оцінює їх у розмірі 8,4 млн т: ільменіт – 5,9 млн т, рутил – 2,5 млн т. Це становить 1,12% від світових запасів. За даними «Об’єднаної Гірничо-Хімічної Компанії» Україна має близько 20% зафіксованих світових запасів титанових руд. За даними компанії, загальний обсяг балансових запасів титанових руд станом на 1 січня 2022 року становив 40,2 млн куб. м. Обсяг умовно балансових та позабалансових запасів титанових руд становив 81,15 млн куб. м.
Згідно зі звітом компанії EY в Україні виявлено 78 родовищ різного рівня вивчення. Однак, за фактом, мінерально-сировинна база титану в Україні представлена приблизно 40 родовищами, що включають одне унікальне, 13 великих та 10 середніх родовищ. Наразі видобуток руд титану в Україні ведеться лише з розсипних покладів, що становлять близько 10% усіх розвіданих запасів.
Титанові руди включено до затвердженого РНБО переліку корисних копалин, які мають стратегічне значення для сталого розвитку економіки та обороноздатності України.

## Видобувні та переробні підприємства
Станом на 1 січня 2023 року титанові руди в Україні видобували:
- ПрАТ «Об’єднана гірничо-хімічна компанія» (ОГХК);
- Вільногірський гірничо-металургійний комбінат;
- Іршанський гірничо-збагачувальний комбінат;
- Межиріченський гірничо-збагачувальний комбінат;
- ТОВ «Валки-Ільменіт»;
- ТОВ ВКФ «Велта».

Станом на 1 січня 2023 року основними виробниками на титановому ринку України були:
- Запорізький титано-магнієвий комбінат (виробництво титанової губки);
- «Сумихімпром» (виробництво діоксиду титану);
- ТОВ ФКФ «Велта» (зупинила будівництво заводу титанових виробів у  м. Самар для релокації своїх потужностей у безпечніше місце)[5].